# Червоная Волока

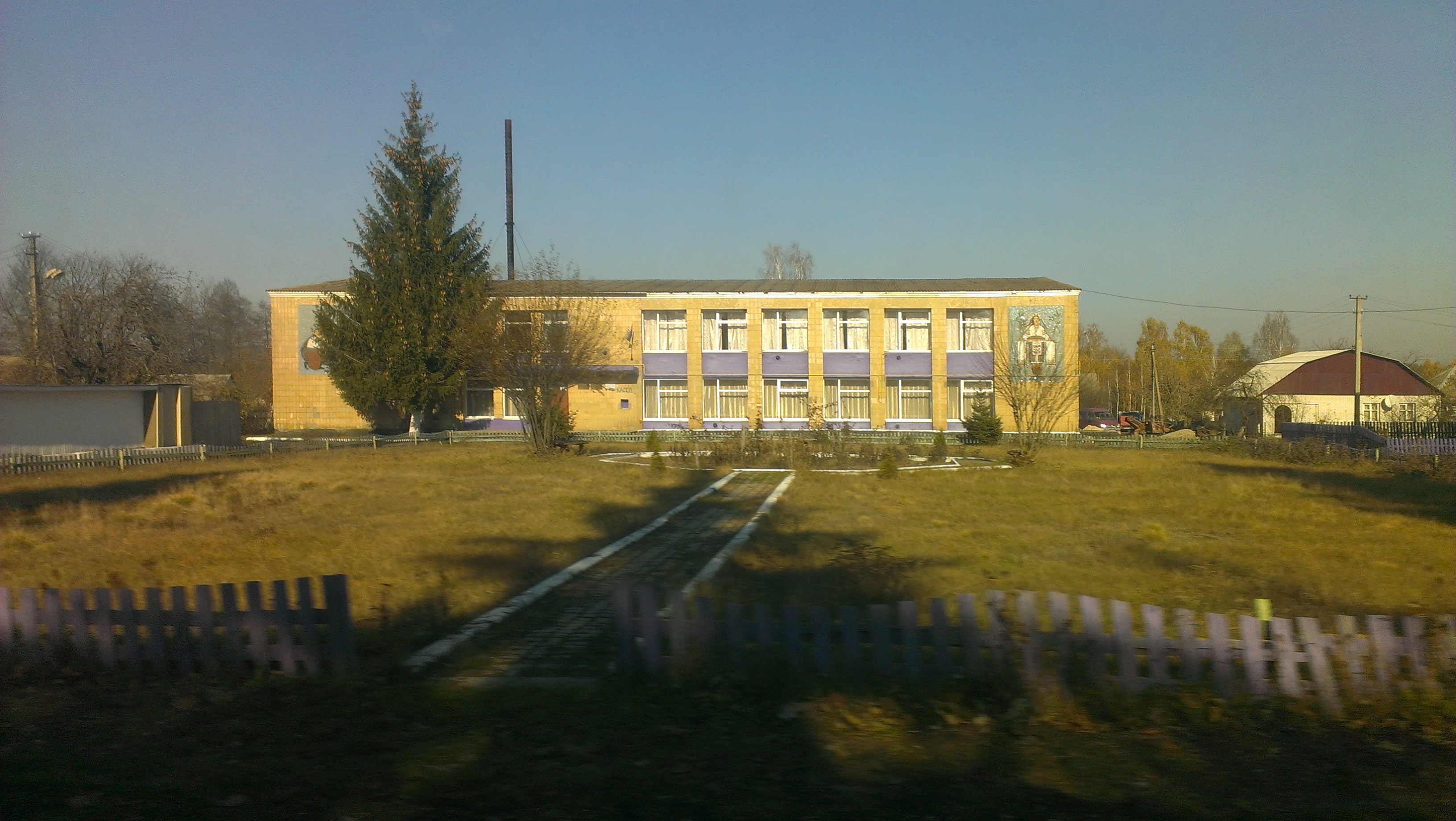
Школа в селе

Черво́ная Воло́ка (укр. Червона Волока) — село на Украине, основано в 1710 году, находится в Лугинском районе Житомирской области на реке Жерев.
Код КОАТУУ — 1822887601. Население по переписи 2001 года составляет 760 человек. Почтовый индекс — 11313. Телефонный код — 4164. Занимает площадь 1,68 км².

## Адрес местного совета
11313, Житомирская область, Лугинский р-н, с. Червоная Волока, ул. Шевченко, 56а